# Mitología romana

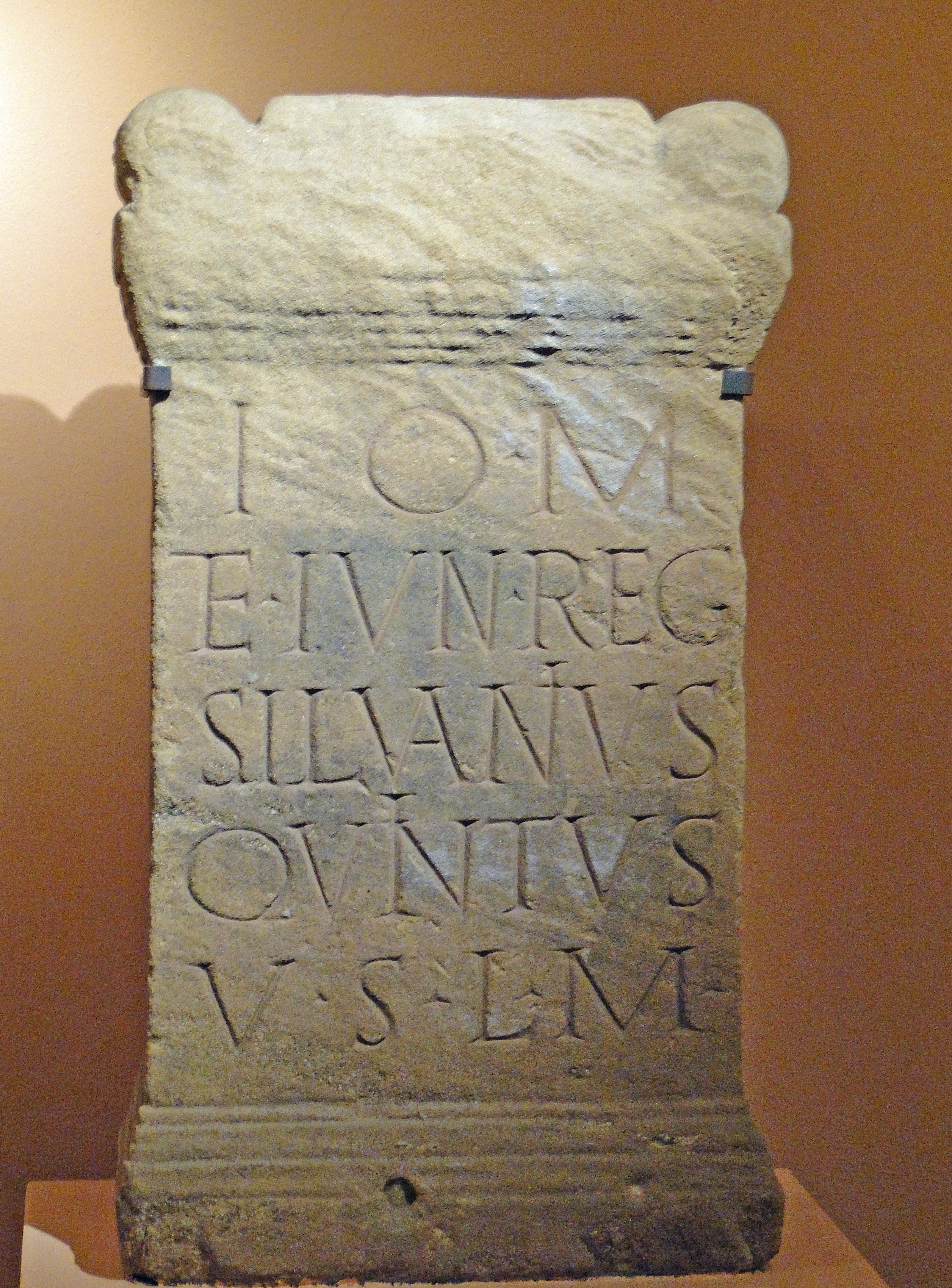
Altar consagrado en honor de Júpiter y de Juno, del Palatinado

La mitología romana (en griego: Ρωμαϊκή μυθολογία, en latín: Mythologia Romana) es decir, las creencias mitológicas de los habitantes de la Antigua Roma, puede considerarse formada por dos partes: la primera, mayoritariamente antigua y ritualista, representaba los mitos y cultos autóctonos; la segunda, principalmente tardía y literaria, consiste en la fusión de la anterior con varios préstamos, procedentes de la mitología griega.
No hay una clasificación rigurosa en cuanto a la manera de catalogar a los dioses, númenes y genios de la mitología romana. Al menos se tiene en consideración en diferenciar a los dioses Consentes (doce dioses principales), la Tríada Capitolina, los dioses del infierno (di inferi), los del lucro (dei lucrii), los de los nacimientos (di nixi), los especializados dioses indígetes, los númenes colectivos (lares, manes, penates, genios), las abstracciones personificadas (a menudo femeninas), el culto imperial y los cultos de dioses extranjeros (como Cibeles, Sol Invictus o Mitra).

## Naturaleza del mito romano

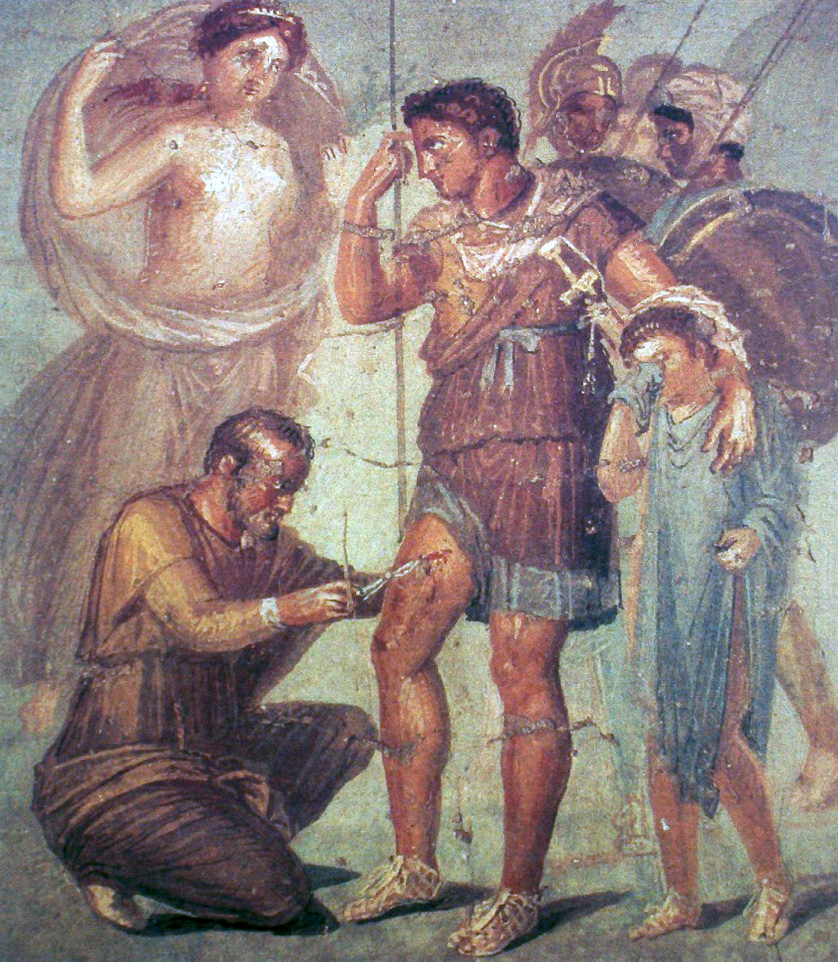
En esta pintura mural de Pompeya, Venus observa mientras el médico Iapyx atiende la herida de su hijo, Eneas; el niño lloroso es su nieto Ascanio, también conocido como Iulo, antepasado legendario de Julio César y de la dinastía Julio-Claudia.

Los romanos no tenían relatos secuenciales de sus dioses, comparables a la Titanomaquia o la seducción de Zeus por Hera, hasta que sus poetas comenzaron a adoptar los modelos griegos a finales del periodo republicano. Sin embargo, lo que sí tenían era:
- Un sistema muy desarrollado de rituales, escuelas sacerdotales y panteones de dioses relacionados.
- Un rico conjunto de mitos históricos sobre la fundación y auge de su ciudad por parte de actores humanos con ocasionales intervenciones divinas.

Dado que el ritual desempeñaba en la religión romana el papel central que el mito tuvo para los griegos, a veces se duda de que los romanos tuvieran una mitología autóctona. Esta percepción es producto del Romanticismo y de la erudición clásica del siglo XIX, que valoraba la civilización griega como más "auténticamente creativa"  Desde el Renacimiento hasta el siglo XVIII, sin embargo, los mitos romanos sirvieron de inspiración sobre todo para la pintura europea. La tradición romana es rica en mitos históricos, o leyendas, relativos a la fundación y auge de la ciudad. Estas narraciones se centran en los actores humanos, con sólo la intervención ocasional de las deidades, pero con un omnipresente sentido del destino divinamente ordenado. En los primeros tiempos de Roma, la historia y el mito mantienen una relación mutua y complementaria. Como señala T. P. Wiseman:

"Las historias romanas siguen importando, como importaron a Dante en 1300 y a Shakespeare en 1600 y a los padres fundadores de los Estados Unidos en 1776. ¿Qué hace falta para ser ciudadano libre? ¿Puede una superpotencia seguir siendo una república? ¿Cómo se convierte una autoridad bienintencionada en una tiranía asesina?"

Las principales fuentes del mito romano incluyen la Eneida de Virgilio y los primeros libros de la historia de Livio, así como las Antigüedades romanas de Dionisio. Otras fuentes importantes son los Fasti de Ovidio, un poema de seis libros estructurado según el calendario religioso romano, y el cuarto libro de elegías de Propercio. También aparecen escenas del mito romano en la pintura mural romana, en la monedas y en la escultura, especialmente en los relieves.

### Mitos fundacionales
Los romanos tenían una rica panoplia de leyendas sobre la fundación y primera expansión de su propia ciudad. Además de estas tradiciones de origen mayoritariamente local, a este surtido se añadió material procedente de las leyendas heroicas griegas en una época temprana, haciendo por ejemplo a Eneas antepasado de Rómulo y Remo.
La Eneida y los primeros libros de Livio son las mejores fuentes exhaustivas para estos Mitos fundacionales de Roma. El material de la leyenda heroica griega se injertó en este tronco nativo en una fecha temprana. El príncipe troyano Eneas fue presentado como esposo de Lavinia, hija del rey Latino, antepasado patronímico de los Latini, y por tanto, a través de una enrevesada genealogía revisionista como antepasado de Rómulo y Remo. Por extensión, los troyanos fueron adoptados como antepasados míticos del pueblo romano.

### Otros mitos

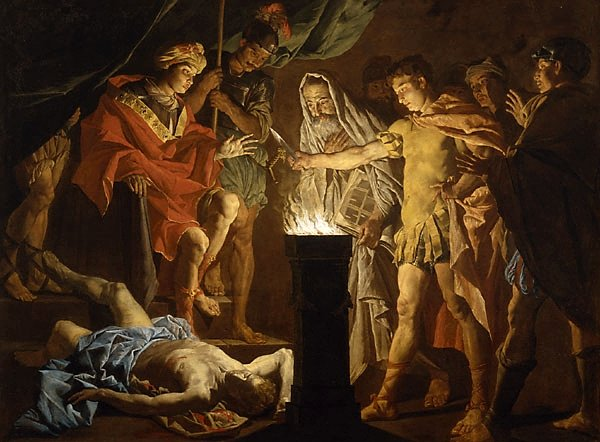
Mucius Scaevola en presencia de Lars Porsenna (principios de la década de 1640) de Matthias Stom.

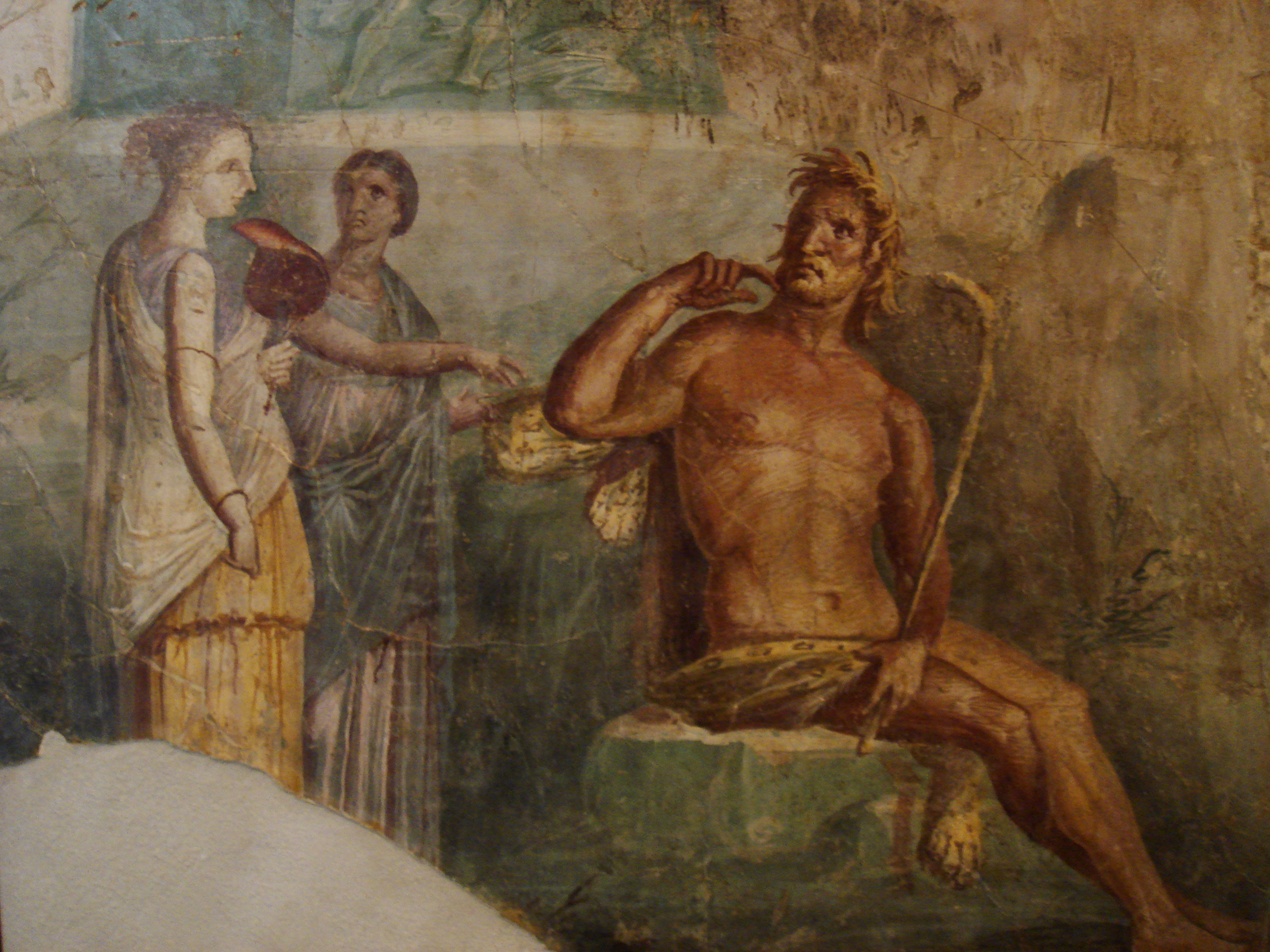
Polifemo se entera de la llegada de Galatea; antiguo fresco romano pintado en el "Cuarto Estilo" de Pompeya (45-79 d. C.).

Los mitos característicos de Roma suelen ser políticos o morales, es decir, tratan del desarrollo del gobierno romano de acuerdo con la ley divina, expresada por la religión romana, y de demostraciones de la adhesión del individuo a las expectativas morales (mos maiorum) o de los fracasos en hacerlo.
- Rapto de las sabinas, explicando la importancia de las Sabinas en la formación de la cultura romana, y el crecimiento de Roma a través de conflictos y alianzas.
- Numa Pompilio, el segundo rey de Roma sabino que se asoció con la ninfa Egeria y estableció muchas de las instituciones legales y religiosas de Roma.
- Servio Tulio, sexto rey de Roma, cuyos misteriosos orígenes fueron libremente mitificados y de quien se decía que había sido amante de la diosa Fortuna.
- La Roca Tarpeya, y por qué se utilizaba para la ejecución de traidores.
- Lucrecia, cuyo sacrificio provocó el derrocamiento de los reyes de Roma y el establecimiento de la República.
- Clelia, una mujer romana tomada como rehén por Lars Porsena. Escapó del campamento clusano con un grupo de vírgenes romanas.
- Horacio Cocles|Horacio en el puente]], sobre la importancia del valor individual.
- Cayo Mucio Escaevola, que metió la mano derecha en el fuego para demostrar su lealtad a Roma.
- Céculo y la fundación de Praeneste.[6]
- Manlio y los gansos, sobre la intervención divina en la Asedío gálico de Roma.[7]
- Relatos pertenecientes a las fiestas Nonae Caprotinia y Populifugia.[8]
- Coriolano, una historia de política y moral.
- La ciudad etrusca de Corythus como "cuna" de la civilización troyana e italiana.[9]
- La llegada de la Gran Madre (Cibeles) a Roma.[10]

## Mitología antigua sobre los dioses

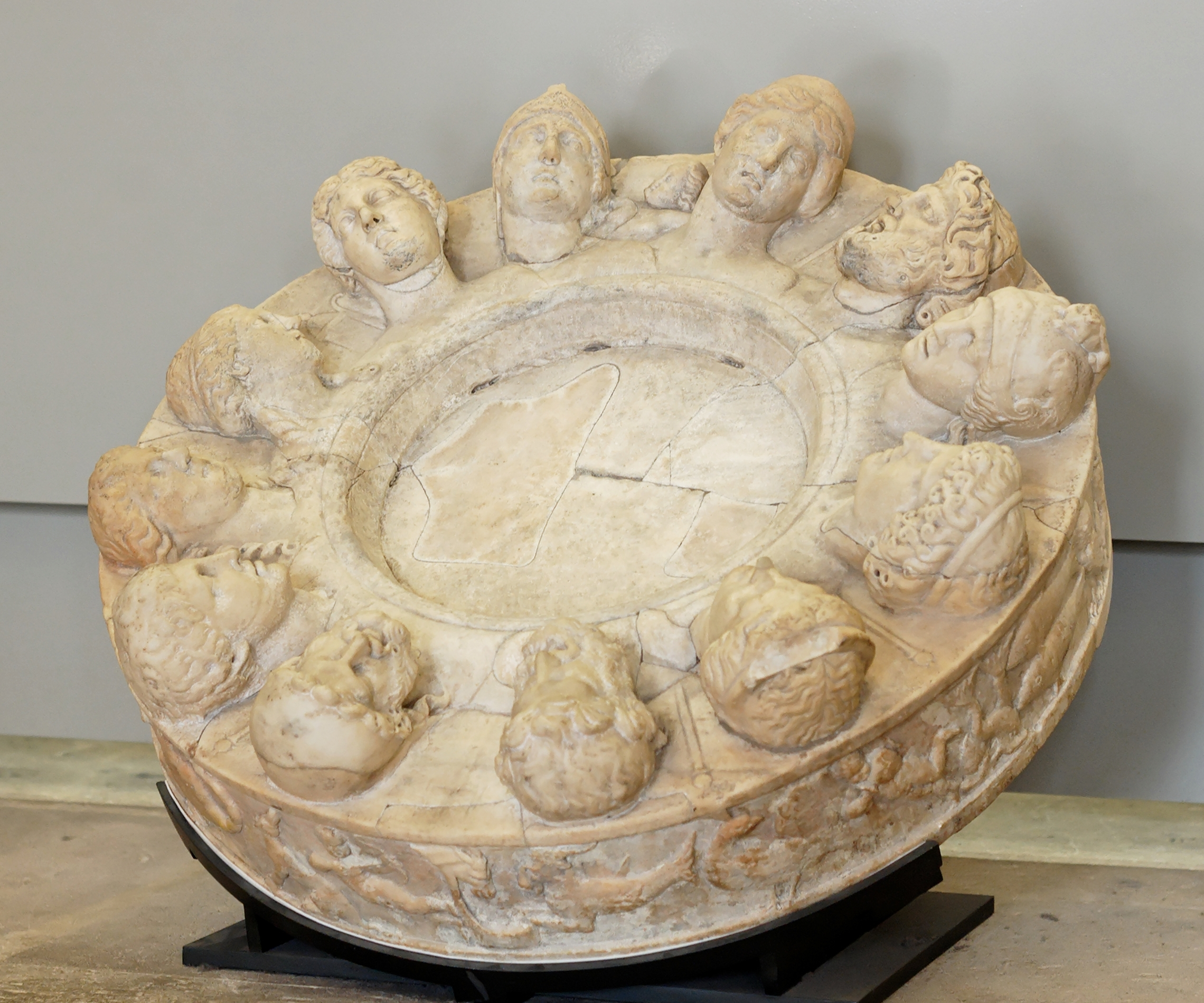
Altar de los doce dioses del Panteón Romano (Museo del Louvre)

El modelo romano tenía una forma muy diferente a la de los antiguos griegos de definir y concebir a los dioses. Por ejemplo, en la mitología griega Deméter (Ceres) era caracterizada por una historia muy conocida sobre su dolor por el rapto de su hija Perséfone (Proserpina) a manos de Hades (Plutón). Los antiguos romanos, por el contrario, concebían a Ceres como una deidad con un sacerdote oficial llamado Flamen, subalterno de los flamines de Júpiter, Marte y Quirino, pero superior a los de Flora y Pomona. También se le consideraba agrupado en una tríada con otros dos dioses agrícolas, Liber y Libera, y se sabía la relación de dioses menores con funciones especializadas que le asistían: Serritor (escardado), Mĕssor (cosecha), Convector (transporte), Conditor (almacenaje), Insitor (siembra) y varias docenas más. Así pues, la «mitología» romana arcaica, al menos en lo referente a los dioses, no estaba formada por relatos sino más bien por el entrelazamiento y las complejas interrelaciones entre dioses y humanos.  
Algunos teónimos provienen de los textos de la poca mitología propiamente romana, de manos de Ovidio, Virgilio e Higino. Entre estos se encuentran: Camenas, Canente, Carmenta, Egeria, Fauno, Flora, Fonto, Jano, Juturna, Lara, Marica, Morfeo, Pico, Pomona, Príapo, Psique, Quirino, Silvano, Término, Tiberino, Venilia, Vertumno, Virbio y Voluptuosidad.  
Algunos nombres compuestos son meros cultos funcionales: Aca Larentia (Larentalia), Anna Perenna (Año Perenne), Ayo Locucio (el avisador), Bona Dea (Buena Diosa), Bonus Eventus (Evento Bueno), Dea Dia (Diosa Día), Dea Tacita (Diosa Silenciosa), Mater Matuta (Madre Mañana), Mutuno Tutuno (Mano Pene), Stata Mater (Madre Estado) y Vica Pota (conquistadora, dominadora).    
A la manera helénica los romanos adaptaban al latín los elementos primordiales personificados (como Aether, Aurora, Caelus, Calīgo, Dies, Erebus, Fluminae, Fontus, Luna, Mare, Natura, Nox, Sol, Stellae, Terra, Venti) y las abstracciones divinas, casi siempre femeninas (Abundantia, Aeternitas, Concordia, Discordia, Formido, Fortuna, Honos, Juventas, Libertas, Mors, Roma, Somnus, Victoria, Virtus).   
Varrón y Ennio se refieren a doce dioses principales (di consentes), seis dioses (Júpiter, Marte, Mercurio, Neptuno, Vulcano, Apolo) y seis diosas (Juno, Vesta, Minerva, Ceres, Diana, Venus).  Varrón elabora una lista de veinte, incluyendo a los anteriores y añadiendo nuevos (di selecti): Jano, Saturno, Genio, Sol, Orco, Líber, Telus y Luna.  Entre los dioses que tenían flamen estaban, además: Quirino, Carmentis, Falacro, Flora, Furrina, Pomona, Portuno, Volturno y Palatua (guardiana del monte Palatino).
Varrón, de nuevo, engloba una categoría de parejas divinas, que favorecen a los labradores. Primeramente Júpiter y Telus, como el cielo y la tierra, abarcan todos los frutos de la agricultura. Los cursos de Sol y Luna son vigilados en todos los asuntos de la siembra y la cosecha. Los frutos de Ceres y Liber son los más necesarios pues es por su favor que el alimento y la bebida provienen de la granja. Robigo y Flora, cuando son propicios, provocan que la roya no dañe el grano ni los árboles; en honor de Robigo se ha establecido la Robigalia y en honor de Flora las Floralias. Minerva y Venus, que protegen los olivos y los jardines y en su honor se ha establecido la Vinalia. Finalmente Linfa y Bonus Eventus, ya que sin humedad toda labranza de la tierra es estéril.
La religión original de los primeros romanos fue modificada por la adición de numerosas y contradictorias creencias en épocas posteriores, y por la asimilación de grandes porciones de la mitología griega. Lo poco que se sabe sobre la religión romana primitiva no es gracias a relatos de la época sino a escritores posteriores que buscaron preservar las viejas tradiciones del olvido en el que estaban cayendo, como el estudioso del siglo I a. C. Marco Terencio Varrón. Otros escritores clásicos, como el poeta Ovidio en sus Fastos (‘calendario’), fueron fuertemes por los modelos helenísticos, y en sus obras se recurre con frecuencia a las creencias griegas para rellenar los huecos de las tradiciones romanas.

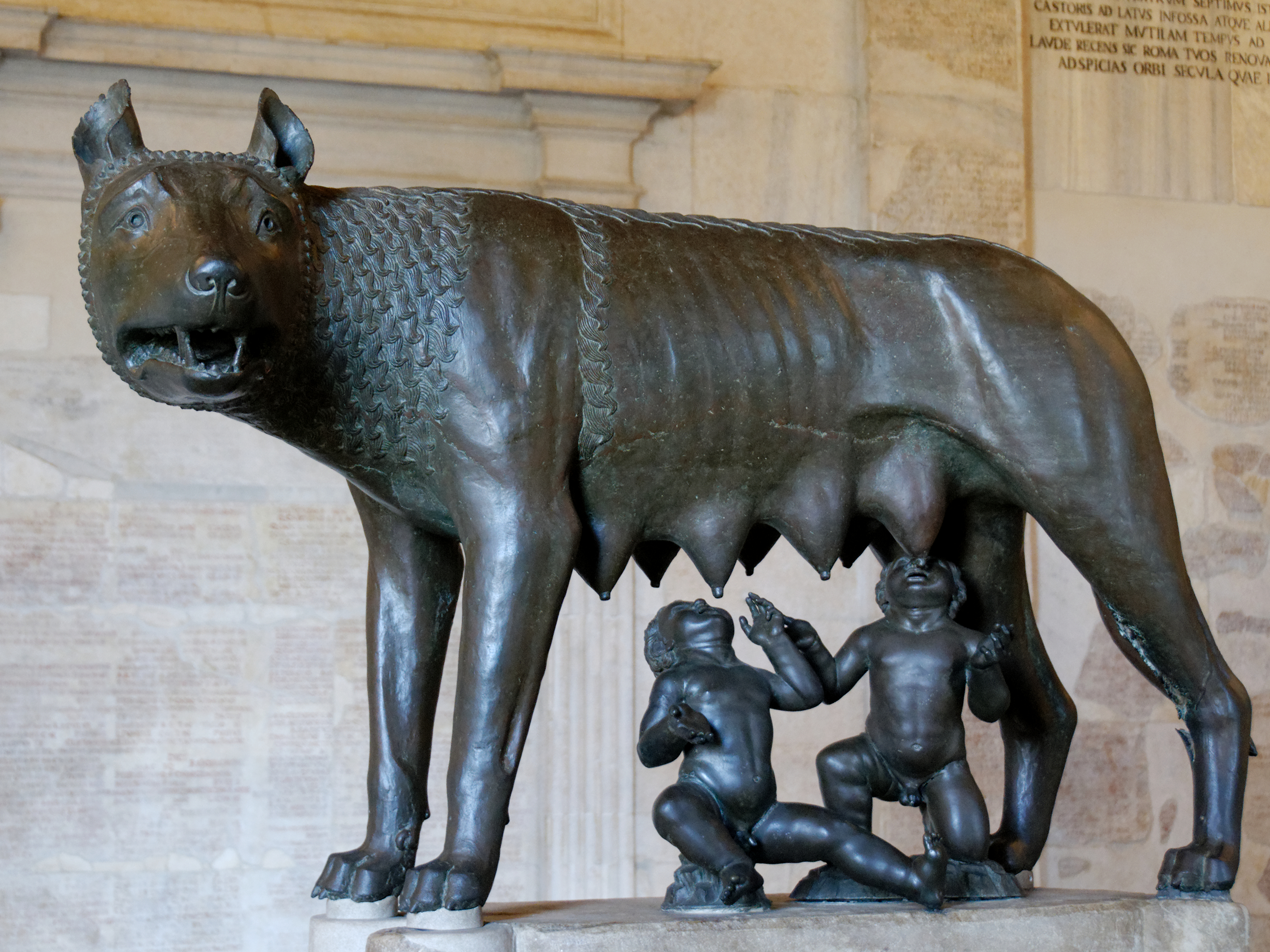
Rómulo y Remo amamantados por la loba (Museo Nuovo, Palazzo dei Conservatori, Roma)

## Dioses nativos romanos e itálicos

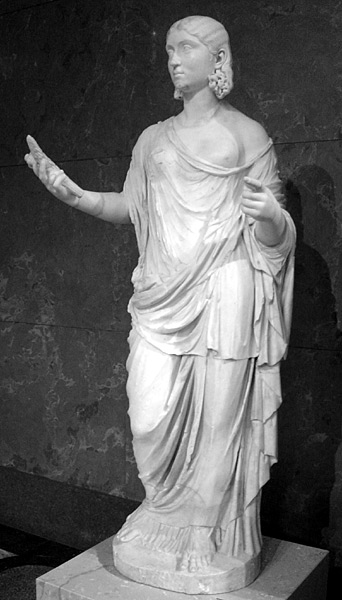
Estatua de Ceres portando fruta

Varrón cita a los dioses sabinos adoptados por los romanos, a saber: «Feronia, Minerva y los dioses Novensides, de los sabinos. Por los mismos, decimos Pales, Vesta, Salus, Fortuna, Fons, Fides. Y a lengua de los sabinos huelen los altares que por promesa del rey Tacio fueron consagrados en Roma, pues, como dicen los Anales, los prometió a Ops, a Flora, a Vediove y a Saturno, a Sol, a Luna, a Vulcano y a Sumano, y asimismo a Larunda, a Término, a Quirino, a Vortumno, a los lares, a Diana y a Lucina. Y algunos nombres de estos tienen sus raíces en una y otra lengua, como los árboles que, nacidos en un límite de tierras, serpentean dentro de una y otra. En efecto, puede Saturno haber recibido aquí su denominación por una razón distinta que entre los sabinos, y de la misma manera Diana, seres de los que se ha hablado anteriormente».
Hay una muchedumbre de dioses que pertenecen al amplísimo grupo de los llamados Indígetes (hasta ciento sesenta nombres) o dioses invocados en las preces llamadas indigamenta, y enumerados en diversos textos, muy especialmente, tomados de las Antiquitates rerum divinarum y otras obras de Varrón, en La ciudad de Dios de Agustín de Hipona.
Este último autor nos dice que «el cielo es Júpiter; en el aire, Juno; en el mar, Neptuno; en las partes inferiores del mar, Salacia; en la tierra, Plutón; en la parte inferior de la tierra, Proserpina; en los domésticos hogares, Vesta; en las fraguas de los herreros, Vulcano; en los astros, el Sol, Luna y Estrellas; en los adivinos, Apolo; en las mercaderías, Mercurio; en Jano, el que comienza; en Término, el que acaba; en el tiempo, Saturno; Marte y Belona, en las guerras; Uber, en las viñas; Ceres, en las mieses; Diana, en las selvas; Minerva, en los ingenios; finalmente, con el nombre de Libero, a la semilla o virtud generativa de los varones; y con nombre de Ubera, a la de las mujeres; él sea Diespiter, el que lleva a feliz término los nacimientos; él sea la diosa Mena, a quien encargaron los menstruos de las mujeres; él sea Lucina, a quien invocan las que paren; él sea el que ayuda a los que nacen, recibiéndolos en el regazo de la tierra, y llámese Opis, el que en los llantos de las criaturas les abra la boca; y Ilámese dios Vaticano el que las levante de la tierra y llámese la diosa Levana; el que tenga cuenta de las cunas, llámese diosa Cunina; no sea otro sino sea el mismo en aquellas diosas que dicen su suerte a, los que nacen, y se llaman Carmentes; tenga cargo de los sucesos fortuitos, y llámese Fortuna; ya representando a la diosa Ruma, dé leche a las criaturas, porque los antiguos al pecho llamaban ruma; en la diosa Potina, dé de beber bebida; en la diosa Educa, la comida; del pavor de los niños llámese Pavencia; de la esperanza que viene, Venilla; del deleite, Volupia; del acto generativo, Agenoria; de los estímulos con que se mueve el hombre con exceso al acto sexual llámese la diosa Estímula; sea la diosa Estrenua haciéndole estrenuo y diligente; Numeria, que le enseñe a numerar y contar; Camena, a cantar; él sea el dios Conso dándole consejos».
Las prácticas rituales romanas de los sacerdotes oficiales distinguían claramente dos clases de dioses: los di indigetes y los di novensides o novensiles. Los indigetes eran los dioses originales del estado romano (véase Di indigetes), y su nombre y naturaleza están indicados por los títulos de los sacerdotes más antiguos y por las fiestas fijas del calendario. Los novensides eran divinidades posteriores cuyos cultos fueron introducidos en la ciudad en el periodo histórico, normalmente en una fecha conocida y como respuesta a una crisis específica o necesidad percibida.
Las divinidades romanas primitivas incluían, además de los di indigetes, un montón de los llamados dioses especialistas cuyos nombres eran invocados al realizar diversas actividades, como la cosecha. Los fragmentos de los viejos rituales que acompañaban a estos actos como el arado o la siembra revelan que en cada parte del proceso se invocaba a una deidad diferente, estando el nombre de cada una de ellas derivado regularmente del verbo para la operación. Estas divinidades pueden ser agrupadas bajo el término general de dioses asistentes o auxiliares, que eran invocados junto con las deidades mayores. Los antiguos cultos romanos eran más un polidemonismo que un politeísmo: los conceptos que los adoradores tenían de los seres invocados consistían en poco más que sus nombres y funciones, y el numen o ‘poder’ del ser se manifestaba en formas altamente especializadas.

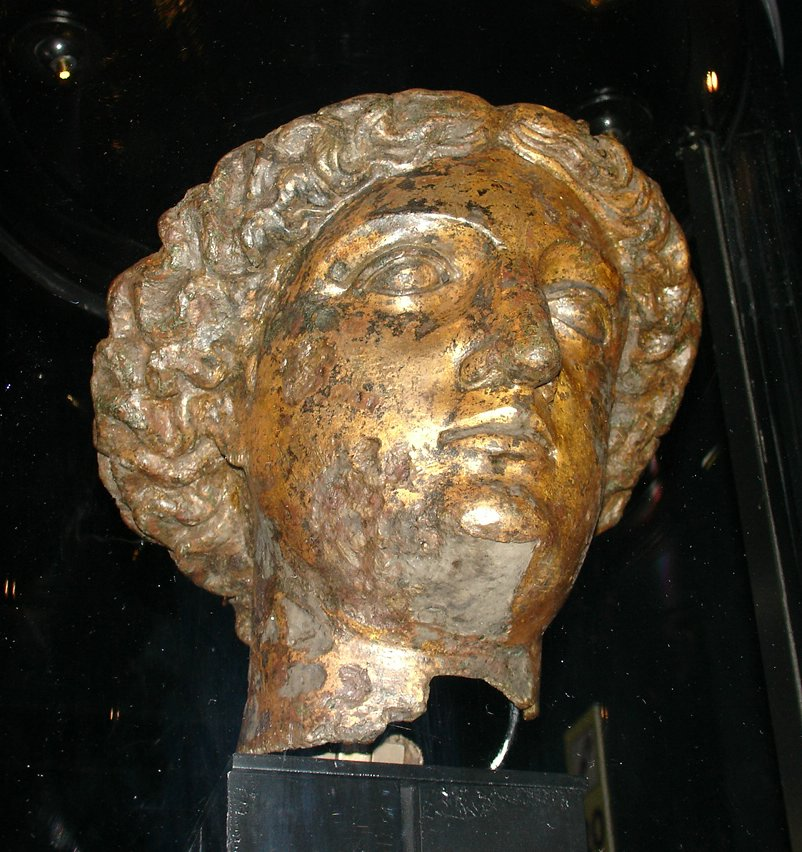
Una cabeza de Minerva hallada en las ruinas de los baños romanos de Bath (Inglaterra)

El carácter de los indigetes y sus fiestas muestran que los antiguos romanos no solo eran miembros de una comunidad agrícola sino que también estaban orgullosos de luchar y muy involucrados con la guerra. Los dioses representaban distintivamente las necesidades prácticas de la vida diaria, como las sentía la comunidad romana a la que pertenecían. Se entregaban escrupulosamente a los ritos y ofrendas que consideraban apropiados.
Así, Jano y Vesta guardaban la puerta y el hogar, los Lares protegían el campo y la casa, Pales los pastos, Saturno la siembra, Ceres el crecimiento del grano, Pomona la fruta, y Consus y Ops la cosecha. Incluso el majestuoso Júpiter, rey de los dioses, era honrado por la ayuda que sus lluvias daban a las granjas y viñedos. En su más amplio carácter era considerado, a través de su arma de rayos, el director de la actividad humana y, por su amplio dominio, el protector de los romanos en sus expediciones militares allende las fronteras de su propio país. Prominentes en la época más antigua fueron los dioses Marte y Quirino, que a menudo se identificaban entre sí. Marte era un dios de la guerra al que se honraba en marzo y octubre. Los investigadores modernos creen que Quirino fue el patrón de la comunidad militar en tiempos de paz.
A la cabeza del panteón primitivo se encontraba la tríada Júpiter, Marte y Quirino (cuyos tres sacerdotes, o flamines, tenían el mayor rango), y Jano y Vesta. Estos dioses antiguos tenían poca individualidad, y sus historias personales carecían de matrimonios y genealogías. A diferencia de los dioses griegos, no se consideraba que funcionaban de la misma forma que los mortales, y por ello no existen muchos relatos de sus actividades. Este culto primitivo está asociado con Numa Pompilio, el segundo rey de Roma, de quien se creía que tuvo como consorte y consejera a la diosa romana de las fuentes y los partos, Egeria, a quien a menudo se identifica como una ninfa en las fuentes literarias posteriores. Sin embargo, se añadieron nuevos elementos en una época relativamente temprana. A la casa real de los Tarquinios se atribuyó en las leyendas el establecimiento de la gran Tríada Capitolina, Júpiter, Juno y Minerva, que asumió el lugar supremo en la religión romana. Otras adiciones fueron el culto a Diana en el monte Aventino y la introducción de los Libros Sibilinos, profecías de la historia del mundo que, según la leyenda, fueron compradas por Tarquinio a finales del siglo IV a. C. a la Sibila de Cumas.
| Minerva                   | Júpiter                                                          | Juno           |
| Minerva Hendrick Goltzius | Tríada Capitolina clásica: Júpiter, Juno y Minerva Jacopo Zucchi | Juno Jan Nagel |

## Dioses extranjeros
La absorción de deidades locales vecinas tuvo lugar a medida que el estado romano conquistaba el territorio vecino. Los romanos solían conceder a los dioses locales del territorio conquistado los mismos honores que a los dioses antiguos que habían sido considerados propios del estado romano. En muchos casos las recién adquiridas deidades eran invitadas formalmente a llevar su domicilio a nuevos santuarios en Roma. En 203 a. C., la figura de culto representativa de Cibeles fue retirada de Pesino (Frigia) y acogida ceremoniosamente en Roma. Además, el crecimiento de la ciudad atrajo a extranjeros, a los que se permitía continuar con la adoración a sus propios dioses. De esta forma llegó Mitra a Roma y su popularidad en las legiones extendió su culto hasta tan lejos como Bretaña. El dios Sol Invictus deriva del mitraísmo, tuvo un culto bastante extendido entre los militares a partir del siglo III, aparece representado en algunas monedas acuñadas por Constantino I el Grande. Además de Cástor y Pólux, los asentamientos conquistados en Italia parecen haber contribuido al panteón romano con Diana, Minerva, Hércules, Venus y otras deidades de menor rango, algunas de las cuales eran divinidades itálicas, procediendo otras originalmente de la cultura griega de Magna Grecia. Las deidades romanas importantes fueron finalmente identificadas con los más antropomórficos dioses y diosas griegos, y asumieron muchos de sus atributos y mitos. Hay dioses anatolios (Magna Mater, Cibeles), persas (Mitra), egipcios (Isis, Serapis) o celtas (Epona).

## Interpretatio graeca
Los dioses más importantes de los romanos —dioses Consentes—, al menos en la mitología, son solo los mismos dioses griegos con nombre latino y con algún que otro atributo o anécdota específicamente romanos o itálicos. 
| Español     | Latín                | Dios griego equivalente | Función, características | Atributo                                                                            |
| ----------- | -------------------- | ----------------------- | --- | ----------------------------------------------------------------------------------- |
| Apolo       | Apollo               | Apolo                   | Dios asociado al sol y patrón de poetas, profetas, médicos. Es el dios filosófico de lo apolíneo.                                         | La lira, el arco y la flecha.                                                       |
| Baco Líber  | Bacchus Líber        | Dioniso                 | Dios de las viñas, la fertilidad (de los varones) e inspirador dionisíaco del delirio bacante. Asociado al vino, teatro y libertad.       | El tirso.                                                                           |
| Ceres       | Cĕres                | Deméter                 | Diosa de la agricultura, las mieses, la tierra, los alimentos y la fertilidad.                                                            | Hoz, gavilla de trigo, cornucopia, cereal                                           |
| Cupido      | Cupīdo               | Eros                    | Dios del amor y el deseo. | Arco y flecha.                                                                      |
| Diana       | Diāna                | Artemisa                | Diosa de las selvas (bosques), de la caza, guardiana de caminos, asociada a la luna, las doncellas y los alumbramientos.                  | La luna, el arco de plata, la flecha y el carcaj.                                   |
| Juno        | Iūno                 | Hera                    | Reina de los dioses, protectora del matrimonio y de la familia y asociada con el aire inferior.                                           | El pavo real y la corona.                                                           |
| Júpiter     | Iuppĭter             | Zeus                    | Rey del Olimpo, dios de los cielos cuya arma es el rayo. Padre de dioses y de los hombres que administra la justicia y provee el destino. | El águila, el rayo y el cetro.                                                      |
| Marte       | Mars                 | Ares                    | Dios de la guerra, estacional (marzo) y padre del pueblo romano.                                                                          | La espada, el escudo y el casco.                                                    |
| Mercurio    | Mercurĭus            | Hermes                  | Dios del comercio y negociaciones, palabra y elocuencia, ladrones y dinero; heraldo de los dioses.                                        | El Pegaso, el caduceo, las sandalias aladas y el bolso.                             |
| Minerva     | Minerva              | Atenea                  | Diosa de la sabiduría, guerra y tejeduría. Protectora de la educación, las instituciones políticas y de las ciencias y artes.             | El casco, el escudo, la lanza, el olivo y el búho.                                  |
| Neptuno     | Neptūnus             | Poseidón                | Dios y rey de los mares, del agua dulce (ríos y fuentes) y los caballos.                                                                  | El tridente y los caballos blancos.                                                 |
| Plutón Orco | Plūto o Plūton Orcus | Hades                   | Dios y rey del inframundo, de la tierra y las riquezas.                                                                                   | La corona de ébano, el trono de ébano y el carro tirado por cuatro caballos negros. |
| Proserpina  | Proserpĭna           | Perséfone               | Reina del inframundo y diosa de la tierra ctónica; está asociada con la primavera, la germinación y la fertilidad (femenina).             | Antorcha, gavilla y granada.                                                        |
| Saturno     | Saturnus             | Cronos                  | Dios del tiempo, la agricultura y las estaciones. Fue depuesto por Júpiter.                                                               | Hoz, guadaña.                                                                       |
| Venus       | Vĕnus                | Afrodita                | Diosa del amor y la belleza, asociada a jardines, fertilidad y sexualidad.                                                                | Paloma, mirto, rosa, concha                                                         |
| Vesta       | Vesta                | Hestia                  | Diosa del hogar, la tierra y guardiana del fuego sagrado.                                                                                 | Antorcha, fuego, burro.                                                             |
| Vulcano     | Volcānus o Vulcanus  | Hefesto                 | Dios del fuego, los volcanes y patrón de los hornos de fragua. Herrero de los dioses.                                                     | El yunque y el martillo.                                                            |

La inmensa mayoría de dioses que provenían de la cultura netamente griega fueron adaptados, por los literatos romanos, con una grafía latina partiendo de la griega. Aun así los más célebres, en lo cultual y cultural y bajo el prisma de la interpretatio graeca, fueron equiparados a miembros de su propio panteón, basándose en las posibles similitudes: Aquilón (Bóreas), Aurora (Eos), Austro (Noto), Belona (Enío), Caelus (Urano), Camenas (Musas), Concordia (Harmonía), Dies (Hemera), Esculapio (Asclepio), Estaciones (Horas), Estímula (Tione), Fauno (Pan), Favonio (Céfiro), Flora (Cloris), Fortuna (Tique), Furias (Erinias), Gracias (Cárites), Juventa (Hebe), Linfas (Ninfas), Lucifer (Fósforo), Lucina (Ilitía), Luna (Selene), Mare (Talasa), Mors (Tánato), Nox (Nix), Ops (Rea), Parcas (Moiras), Portuno (Palemón), Salacia (Anfitrite), Salus (Higía), Sol (Helio), Somnus (Hipno), Telus (Gea) y Trivia (Hécate). También los héroes Hércules (Heracles) y Ulises (Odiseo).

## Astronomía

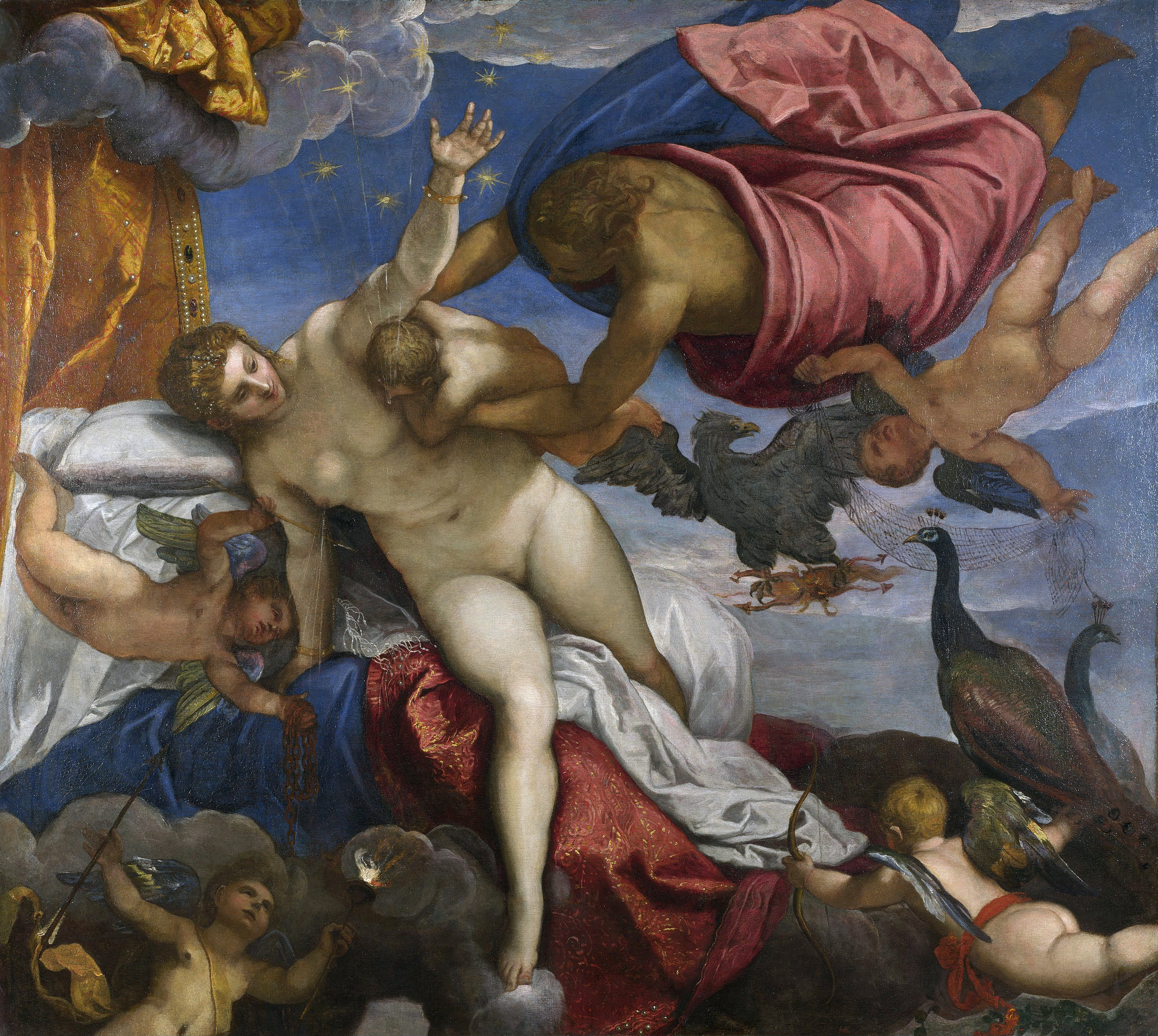
La pintura El origen de la Vía Láctea (c. 1575-1580) de Tintoretto.

Muchos objetos astronómicos llevan el nombre de deidades romanas, como los planetas Mercurio, Venus, Marte, Júpiter, Saturno y Neptuno.
En la mitología romana y griega, Júpiter coloca a su hijo nacido de una mujer mortal, el niño Heracles, en el pecho de Juno mientras ella duerme para que el bebé beba su leche divina y así se vuelva inmortal, acto que dotaría al bebé de cualidades divinas. Cuando Juno se despertó y se dio cuenta de que estaba amamantando a un bebé desconocido, lo empujó, parte de su leche se derramó y la leche que brotaba se convirtió en la Vía Láctea. En otra versión del mito, Minerva le da el Heracles abandonado a Juno para que lo alimente, pero la contundencia de Heracles hace que Minerva lo arranque de su pecho con dolor. La leche que sale a chorros forma la Vía Láctea.